# Indrek Zelinski
Indrek Zelinski (ur. 13 listopada 1974 w Parnawie) – estoński piłkarz występujący na pozycji napastnika.

## Kariera klubowa
Indrek Zelinski profesjonalną karierę zaczynał we Florze Tallinn w roku 1993 i grał w niej do 2001. W tym czasie wypożyczany był do lokalnych klubów: Pärnu Tervis i FC Kuressaare. W roku 1999 Zelinski miał opuścić kraj i wyjechać do angielskiego Blackpool F.C. za 150 000 funtów. Nie otrzymał jednak pozwolenia na pracę i resztę sezonu rozegrał na wypożyczeniu w fińskim FC Lahti. Przez 8 lat rozegrał w barwach macierzystego zespołu 115 spotkań, zdobywając 62 gole. Dwukrotnie, w roku 1998 i 1999 był najlepszym strzelcem Flory w lidze.
W roku 2001 podpisał kontrakt z duńskim klubem Aalborg BK. Po bardzo dobrym pierwszym sezonie, w którym zdobył 13 bramek i był piątym strzelcem ligi zagubił formę. Nie zachwycił ani na wypożyczeniu do szwedzkiego Landskrona BoIS, ani w Boldklubben Frem. W roku 2005 rozwiązał kontrakt z Aalborg BK i wrócił do kraju. Przez kolejne 4 lata grał dla Levadii Tallinn, zdobywając 84 bramki w 152 spotkaniach. 10 listopada 2009 rozegrał swój ostatni mecz w karierze, przeciwko Paide Linnameeskond.
Sześciokrotnie był mistrzem kraju, trzykrotnie zdobył Puchar Estonii. W 2001 roku Zelinski został wybrany na piłkarza roku w Estonii.

## Kariera reprezentacyjna
W reprezentacji Estonii Indrek Zelinski debiutował w 1994 roku i do momentu zakończenia reprezentacyjnej kariery, czyli do 2010 zagrał w niej 103 razy i strzelił 27 goli. Ostatnie spotkanie w kadrze rozegrał 21 maja 2010, w meczu przeciwko Finlandii.
Trzykrotnie otrzymał Srebrną Piłkę Estonii, za najładniejsze trafienie roku dla reprezentacji. Wraz z Martinem Reimem jest rekordzistą w tym względzie.